# Sequestro de crianças pela Alemanha Nazista
Sequestro de crianças pela Alemanha Nazista (em polaco: Rabunek polskich dzieci, lit. sequestro de crianças polonesas), parte do Generalplan Ost (GPO), envolvia retirar crianças consideradas "de aparência ariana" do resto da Europa e transferir para a Alemanha Nazista com o propósito de germanização ou doutrinação para se tornarem culturalmente alemãs.
Com mais de 200 mil vítimas, a Polônia ocupada teve a maior proporção de crianças levadas pelos nazistas. Estima-se que 400 mil crianças foram sequestradas em toda a Europa.
O objetivo do projeto era adquirir e "germanizar" crianças com traços supostamente ariano-nórdicos, consideradas pelos oficiais nazistas como descendentes de colonos alemães que emigraram para a Polônia. Aquelas rotulados como "racialmente valiosos" foram germanizadas à força em centros e depois enviados para famílias alemãs e escolas domésticas da SS. No caso de crianças mais velhas usadas para trabalho forçado na Alemanha, aquelas consideradas racialmente "não alemãs" eram enviadas para campos de extermínio e campos de concentração, onde eram assassinados ou forçados a servir como cobaias vivas em experiências médicas alemãs — e, portanto, muitas vezes torturados ou mortos no processo.

## Contextos históricos

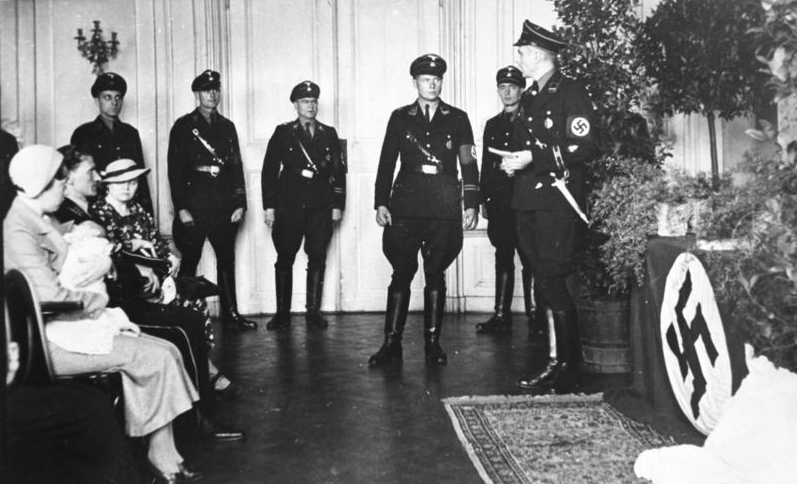
A cerimônia de "batismo" de uma criança adotada por uma família alemã do centro Lebensborn e.V. conduzida por membros da SS (c. 1936–1944)

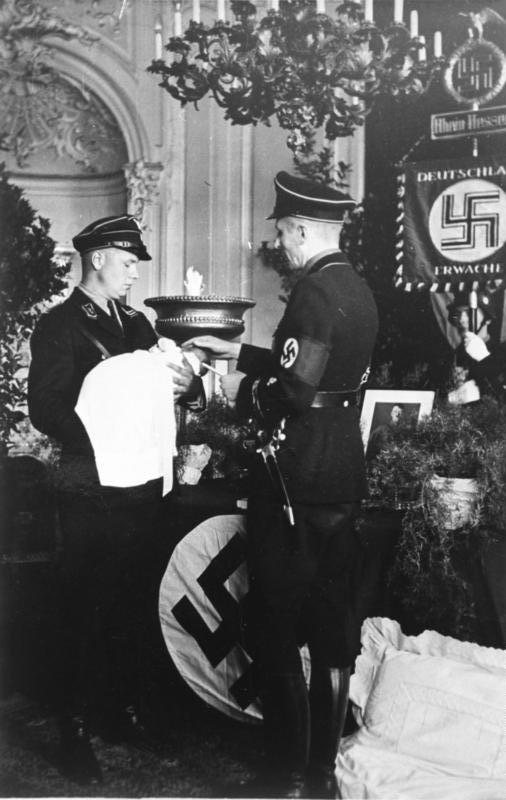
"Batismo" de uma criança de Lebensborn em frente a um retrato de Adolf Hitler

Em um conhecido discurso para seus comandantes militares em Obersalzberg em 22 de agosto de 1939, Adolf Hitler tolerou o assassinato sem piedade ou misericórdia de todos os homens, mulheres e crianças de raça ou língua polonesa.
Em 7 de novembro de 1939, Hitler decretou que Heinrich Himmler, cujo título alemão na época era "Reichskomissar für die Festigung deutschen Volkstums", seria o responsável pela política relativa à população dos territórios ocupados. O plano para sequestrar crianças polonesas provavelmente foi criado em um documento intitulado Rassenpolitisches Amt der NSDAP.
Em 25 de novembro de 1939, Himmler recebeu um documento de 40 páginas intitulado (em tradução portuguesa) "A questão do tratamento da população nos antigos territórios poloneses de uma visão política racial". O último capítulo do documento trata de crianças polonesas "racialmente valiosas" e planos de adquiri-las à força para os projetos e propósitos alemães:

... devemos excluir das deportações crianças racialmente valiosas e criá-las no velho Reich em instalações educacionais adequadas ou sob os cuidados de uma família alemã. As crianças não devem ter mais de oito ou dez anos, porque só até essa idade poderemos realmente mudar sua identidade nacional, ou seja, a "germanização final". Uma condição para isso é a separação completa de qualquer parente polonês. As crianças receberão nomes alemães, sua ascendência será dirigida por um cargo especial.
Em 15 de maio de 1940, em um documento intitulado (em alemão) Einige Gedanken ueber die Behandlung der Fremdenvoelker im Osten ("Algumas Reflexões sobre o Tratamento dos Estrangeiros Raciais no Leste") e em outro "memorando ultrassecreto com distribuição limitada, datado de 25 de maio de 1940", intitulado (na tradução para o português) "O Tratamento Racial de Estrangeiros no Leste", Himmler definiu diretrizes especiais para o sequestro de crianças polonesas. Himmler "também delineou a administração da Polônia incorporada e do Governo Geral, onde os polacos deviam ser atribuídos ao trabalho obrigatório e as crianças selecionadas racialmente deviam ser raptadas e germanizadas".
Entre os pontos principais de Himmler:
- No território da Polônia restariam apenas quatro escolas primárias, nas quais a educação seria estritamente limitada. As crianças seriam ensinadas a contar apenas até 500, a escrever seus próprios nomes e que Deus ordenou aos poloneses que servissem aos alemães. A aprendizagem da escrita foi considerada desnecessária para a população polonesa.
- Os pais que desejassem uma educação melhor para seus filhos teriam que solicitar uma licença especial à SS e à polícia. A licença seria concedida a crianças consideradas "racialmente valiosas". Essas crianças seriam levadas para a Alemanha para serem germanizadas. Mesmo assim, o destino de cada criança seria determinado pela lealdade e obediência de seus pais ao Estado alemão. Uma criança determinada como "de pouco valor racial" não receberia mais educação.
- A seleção anual seria feita todos os anos entre crianças de seis a dez anos de idade, de acordo com os padrões raciais alemães. Crianças consideradas adequadamente alemãs seriam levadas para a Alemanha, recebendo novos nomes e posteriormente germanizadas.[9] O objetivo do plano era destruir o "polonês" como grupo étnico e deixar dentro da Polônia uma considerável população escrava a ser consumida nos próximos 10 anos. Dentro de 15 a 20 anos, os poloneses seriam completamente erradicados.[11]

Em 20 de junho de 1940, Hitler aprovou as diretivas de Himmler, ordenando que cópias fossem enviadas aos principais órgãos da SS, aos Gauleiters nos territórios ocupados pelos alemães na Europa Central, e ao governador do Governo Geral, e ordenando que a operação de sequestro de crianças polonesas a fim de buscar descendentes arianos para germanização seja uma prioridade nesses territórios. Entre 1940 e 1945, de acordo com estimativas oficiais polonesas, aproximadamente 200 000 crianças polonesas foram sequestradas pelos nazistas.

### Fora da polônia
Um grande número de crianças também foram sequestradas de outros fora da Polônia: cerca de 20 000 crianças foram retiradas da União Soviética e cerca de 10 000 crianças foram levadas do oeste da Europa e do sudeste. Himmler refletiu sobre o início de projetos semelhantes na França ocupada pela Alemanha. Os registros das conversas privadas de Hitler mostram que ele expressou sua crença de que "o problema francês" seria melhor resolvido por extrações anuais de um número de crianças racialmente saudáveis, escolhidas da "população germânica da França". Ele preferia que elas fossem colocadas em internatos alemães, a fim de separá-las de sua nacionalidade francesa "incidental", e para torná-las conscientes de seu "sangue germânico". Hitler respondeu que as "tendências religiosas pequeno-burguesas do povo francês" tornariam quase impossível "salvar os elementos germânicos das garras da classe dominante daquele país". Martin Bormann acreditava que fosse uma política engenhosa, observando-a no registro do documento como uma "teoria sinistra!" [sic].

## Condições de transferência

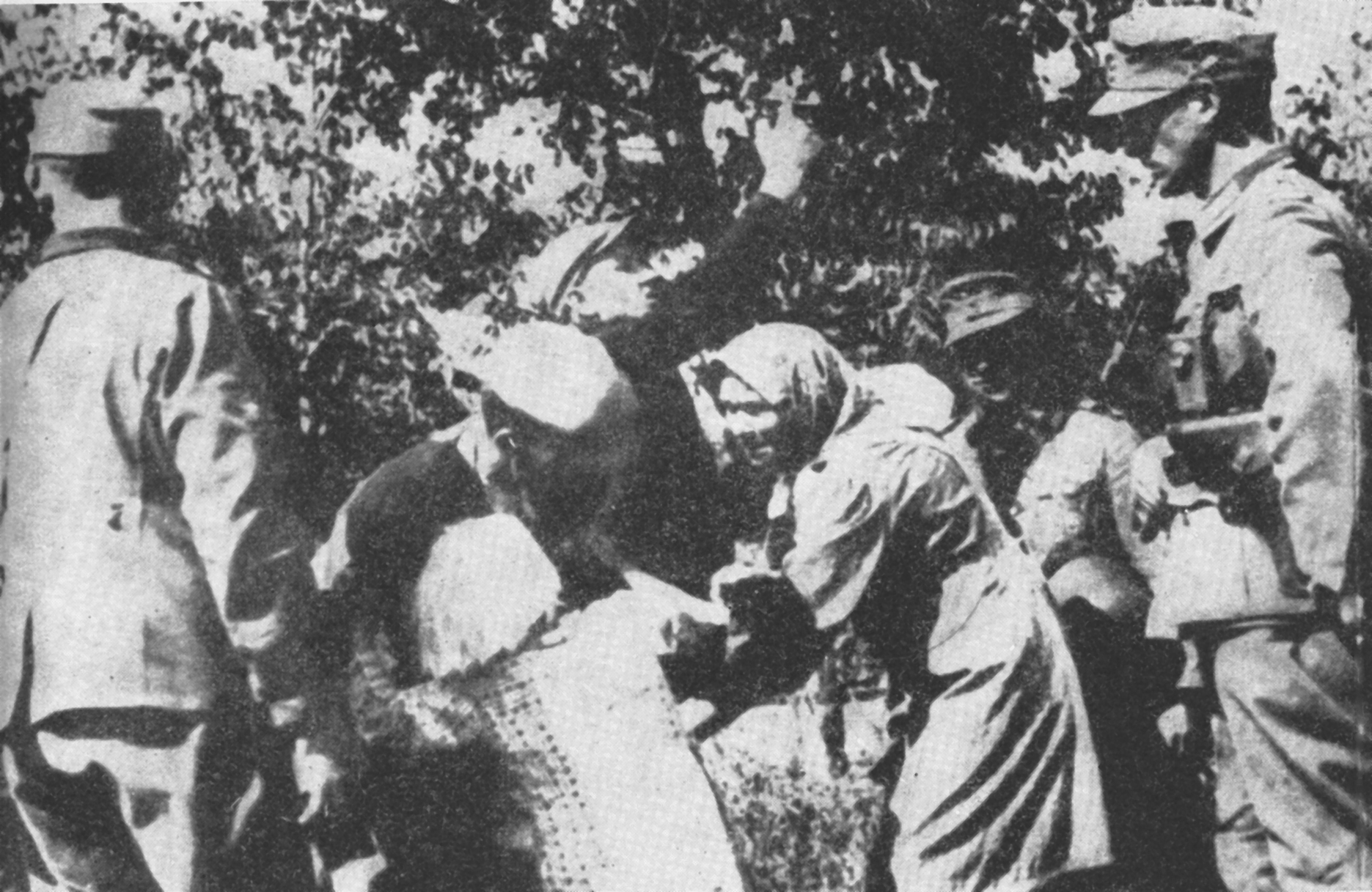
Sequestro de crianças polonesas durante operação de reassentamento nazista em Zamojszczyzna (1942–1943)

Uma grande porcentagem de crianças foram sequestradas durante as expulsões de poloneses pela Alemanha nazista como parte da política Lebensraum. Somente no condado de Condado de Zamość, cerca de 30 000 crianças foram apreendidas. Das 200 000 crianças polonesas deportadas pelos alemães antes do fim da guerra, apenas 15-20% foram recuperadas. Mais de 10 000 crianças morreram nos campos de Zwierzyniec, Zamość, Auschwitz, Majdanek ou durante o transporte nos vagões de gado que eram usados para o transporte. Milhares delas foram enviados por ferrovia para Garwolin, Mrozów, Sobolew, Łosice, Chełm e outras cidades. Como uma testemunha relatou: "Vi crianças sendo tiradas de suas mães, algumas até foram arrancadas de seu abraço. Foi uma visão terrível: a agonia das mães e dos pais, o espancamento por parte dos alemães e o choro das crianças.
As condições de transferência eram muito duras, pois as crianças ficavam muitos dias sem comida e água. Muitas crianças morreram sufocadas no verão e de frio no inverno. Trabalhadores ferroviários poloneses, muitas vezes arriscando suas vidas, tentavam alimentar as crianças presas ou dar-lhes roupas para aquecer no frio. Às vezes, os guardas alemães podiam ser subornados com joias ou ouro para permitir a passagem dos suprimentos e, em outros casos, eles vendiam algumas das crianças aos poloneses. Em Bydgoszcz e Gdynia, os poloneses compravam crianças por 40 reichsmarks. Em alguns lugares, o preço alemão por uma criança polonesa era de 25 zlotys.
As crianças eram raptadas à força, muitas vezes depois dos pais terem sido assassinados em campos de concentração ou fuzilados como "partisans", incluindo uma quantidade de crianças de Lidice. Não era permitido que essas crianças permanecessem nem mesmo com outros parentes vivos. Mais tarde as crianças eram enviadas para centros e instituições especiais ou, como os alemães as chamavam, "campos de educação infantil" (Kindererziehungslager) que, na realidade, eram campos de seleção onde "valores raciais" eram testados, suas métricas originais de nascimento eram destruídas e seus nomes poloneses eram mudados para nomes alemães, como parte da germanização. As crianças classificadas como "de pouco valor" eram enviadas para Auschwitz ou Treblinka.

## Seleção

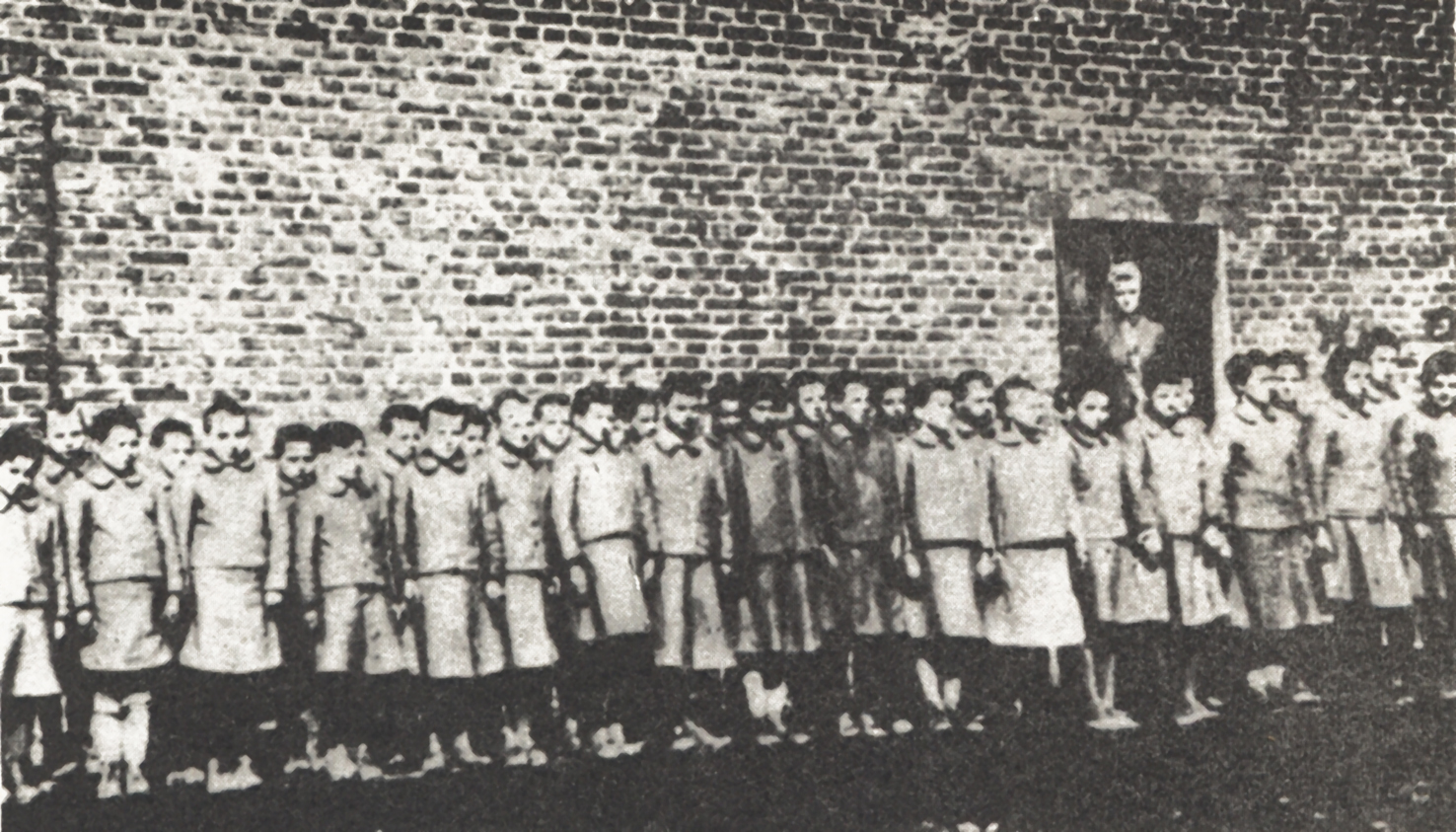
Meninas polonesas no campo de trabalho forçado nazista-alemão em Dzierżązna, perto de Zgierz. Entre as crianças presas estavam meninas polonesas reassentadas de Zamojszczyzna (1942–1943)

Campo de concentração Kinder-KZ dentro do mapa do gueto de Litzmannstadt assinado com o número 15; onde crianças polonesas eram selecionadas.

As crianças eram colocadas em campos especiais temporários do departamento de saúde, ou Lebensborn e.V., chamados em alemão Kindererziehungslager ("campos de educação infantil"). Depois, elas passavam por uma "seleção de qualidade" especial ou "seleção racial" — um exame racial detalhado, combinado com testes psicológicos e exames médicos feitos por especialistas do RuSHA ou médicos do Gesundheitsamt (departamento de saúde). O "valor racial" de uma criança determinaria a qual dos 11 tipos raciais ela seria atribuída, incluindo 62 pontos avaliando as proporções do corpo, cor dos olhos, cor do cabelo e o formato do crânio.
Durante este processo de teste, as crianças eram divididas em três grupos (na tradução para o português):
1. "crescimento populacional desejado" (erwünschter Bevölkerungszuwachs)
2. "crescimento populacional aceitável" (tragbarer Bevölkerungszuwachs) e
3. "crescimento populacional indesejado" (unerwünschter Bevölkerungszuwachs).

As falhas que poderiam resultar em uma criança (senão cabendo todos os critérios raciais) no segundo grupo incluíam características como "cabeça redonda", referindo-se ao formato do crânio. As crianças com tuberculose, formato de crânio "degenerado" ou "características ciganas" seriam declaradas ao terceiro grupo. Uma menina que mais tarde foi identificada por uma pequena marca de nascença teria sido rejeitada se a marca de nascença fosse maior.
Esses exames raciais determinavam o destino das crianças: se seriam mortas ou enviadas para campos de concentração ou sofreriam outras consequências. Por exemplo, depois de tirar à força uma criança de seus pais, os "exames médicos" poderiam ser realizados secretamente e de modo disfarçado.
Muitos nazistas ficaram surpresos com o número de crianças polonesas que exibiam traços "nórdicos", mas presumiram que todas essas crianças eram crianças genuinamente alemãs, que haviam sido polonizadas; Hans Frank convocou tais pontos de vista quando declarou: "Quando nós vemos uma criança de olhos azuis, ficamos surpresos por ela estar falando polonês". Entre as crianças consideradas genuinamente alemãs, havia crianças cujos pais foram executados por resistirem à germanização.

## Documentação alemã
Depois de selecionadas, as crianças entre seis e doze anos eram encaminhadas para lares especiais. Seus nomes eram alterados para nomes alemães de som semelhante aos seus originais. Elas eram obrigadas a aprender alemão e eram espancadas se persistissem em falar polonês. Crianças que não tivessem aprendido alemão ou se lembrassem de sua origem polonesa eram enviadas de volta para acampamentos de jovens na Polônia. Em alguns casos os esforços tinham tanto sucesso que as crianças viviam e morriam acreditando serem alemãs. Crianças muito pequenas, entre dois e seis anos, eram enviadas para as casas da Lebensborn, que originalmente haviam sido instituídas para fornecer abrigo para mães solteiras e filhos ilegítimos considerados racialmente valiosos. Lá, elas seriam observados por um período.
Em ambos os casos, caso não fossem desqualificadas na respectiva instituição, eram encaminhadas para adoção. Os nazistas inventavam nomes alemães e novas certidões de nascimento para esconder seu passado. No processo, elas eram chamadas de "crianças alemãs polonizadas", "crianças de ascendência alemã" ou mesmo "órfãos alemães". Ordens proibiam a divulgação do termo "crianças polonesas germanizáveis". Isso impedia que fossem vistas como polonesas pelas pessoas que conheceram elas e assim, estigmatizadas.
As autoridades relutaram em permitir que as crianças fossem oficialmente adotadas, pois o processo poderia revelar sua origem polonesa. Algumas crianças eram maltratadas quando seus pais adotivos descobriram que eram polonesas. A adoção também era problemática porque a vigilância ou mais informações poderiam revelar problemas com a criança. Quando soube que a mãe de Rosalie K era epiléptica, por exemplo, foi imediatamente concluído, apesar dos desejos de seus pais adotivos alemães, que a germanização, a educação e a adoção não eram, portanto, justificáveis.
Quando os pais adotivos exigiam certificados de adoção, esses registros eram forjados para eles.

## Assassinato de crianças de Zamość em Auschwitz

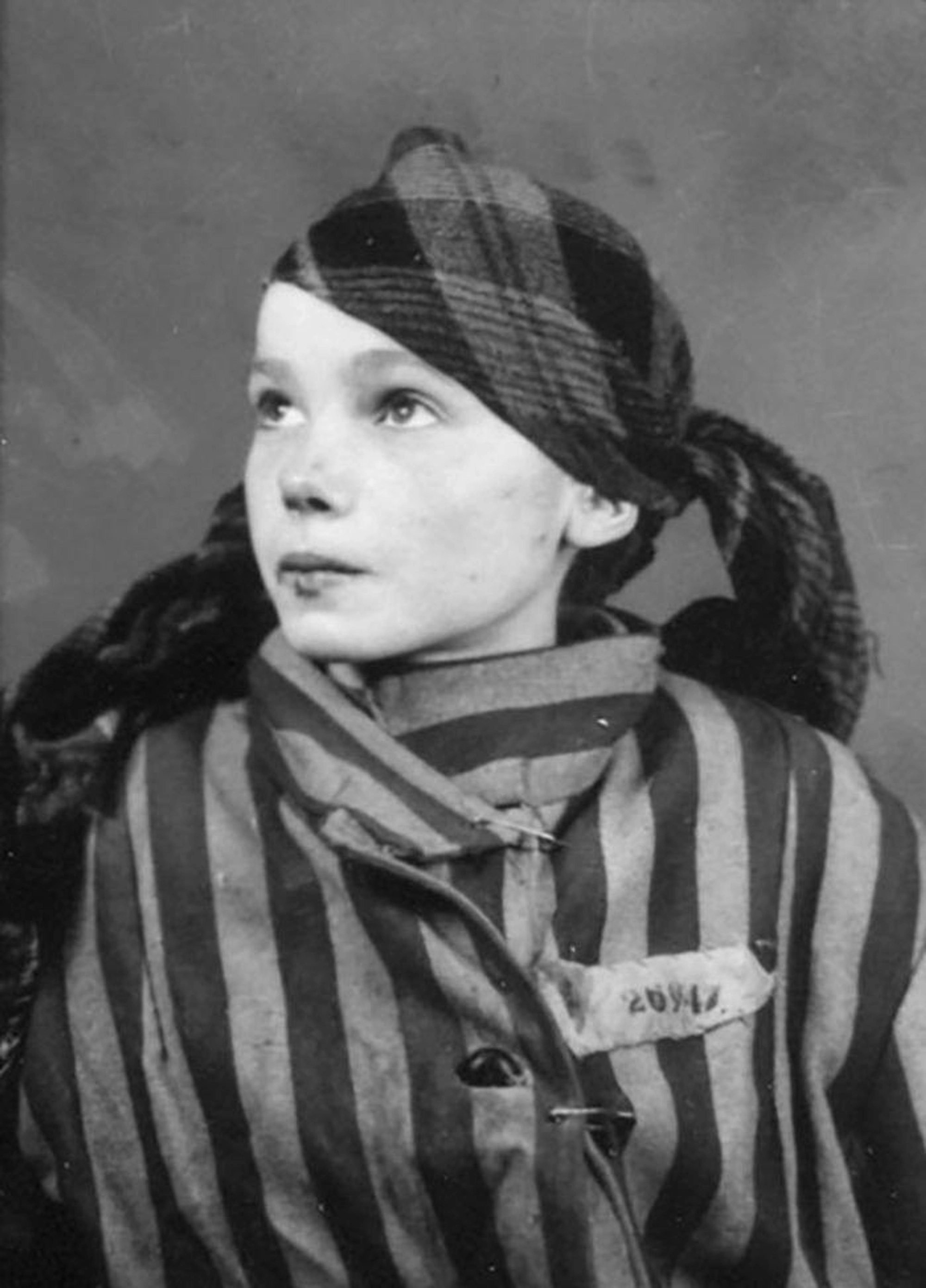
Czesława Kwoka, uma das muitas crianças polonesas assassinadas em Auschwitz pelos nazistas

No campo de concentração de Auschwitz, 200 a 300 crianças polonesas da área de Zamość foram assassinadas pelos nazistas com injeções de fenol. A criança era colocada em um banquinho, ocasionalmente vendada com um pedaço de toalha. A pessoa a executar a criança colocava uma das mãos na nuca da criança e a outra atrás da escápula. Quando o peito da criança era empurrado, uma longa agulha era usada para injetar uma dose tóxica de fenol no peito. As crianças geralmente morriam em minutos. Uma testemunha descreveu o processo como mortalmente eficiente: "Como regra, nem mesmo um gemido era ouvido. E eles não esperavam até que a pessoa condenada realmente morresse. Durante sua agonia, ela era levada pelos dois lados sob as axilas e jogado em uma pilha de cadáveres em outra sala... E a próxima vítima tomava seu lugar no banquinho".
Para enganar as próximas crianças a serem assassinadas, levando-as à obediência, os alemães prometiam-lhes que elas iriam trabalhar em uma olaria. No entanto, outro grupo de crianças, meninos de 8 a 12 anos de idade, conseguiam alertar seus colegas de prisão pedindo ajuda quando estavam sendo mortos pelos nazistas: "Mamo! Mamo!" ('Mãe! Mãe!'), os gritos agonizantes dos jovens eram ouvidos por várias crianças presas e causavam uma impressão indelével e assustadora nelas.'"
Algumas das crianças também foram assassinadas nas câmaras de gás de Auschwitz; outras morreram como resultado das condições do campo.

## Experimentos médicos alemães com crianças sequestradas
As crianças que não passaram nos severos exames e critérios nazistas e que, portanto, foram selecionadas durante a operação, eram enviadas como cobaias para experimentos em centros especiais. As crianças enviadas para lá variavam de oito meses a 18 anos de idade. Dois desses centros estavam localizados na Polônia ocupada pela Alemanha. Um deles, Medizinische Kinderheilanstalt, estava em Lubliniec, na Alta Silésia — neste centro as crianças também eram sujeitas à "eutanásia" forçada; As crianças recebiam drogas psicoativas, produtos químicos e outras substâncias para exames médicos, embora fosse do conhecimento geral que o verdadeiro propósito desses procedimentos era o extermínio em massa.
Crianças mais fracas sujeitas a experimentos geralmente morriam em um período de tempo relativamente curto por causa das doses de drogas, e as que sobreviviam trouxeram grande curiosidade; todos os efeitos colaterais foram registrados, bem como seu comportamento. Como a maioria morreu, a documentação foi forjada para esconder vestígios de experimentos, por exemplo, dando a causa da morte como sendo de infecção pulmonar ou coração fraco. Com base nas estatísticas de mortes no campo especial em Lublin, estimou-se que das 235 crianças entre 10 e 14 anos que receberam injeções de barbitúrico Luminal, 221 morreram.  De agosto de 1942 a novembro de 1944, 94% das crianças submetidas a experimentos médicos alemães morreram.[carece de fontes?]

## Heuaktion
Em um plano chamado "Heuaktion", descrito em um memorando "ultrassecreto" submetido ao Ministro do Interior alemão Heinrich Himmler em 10 de junho de 1944, SS—Obergruppenführer Gottlob Berger — Chefe da Equipe de Direção Política (chefe do principal escritório de liderança da SS em Berlim), co-autor do panfleto Der Untermensch de Himmler e promotor do panfleto Mit Schwert und Wiege (Com Espada e Berço em português) para o recrutamento de não alemães — propôs que o 9.º Exército alemão "evacuasse" 40 000–50 000 crianças entre 10 e 14 anos do "território do Grupo de Exércitos 'Centro'" para trabalhar para o Terceiro Reich.
O Heuaktion não foi amplamente implementado, em parte talvez devido aos seguintes argumentos contra ele: "O Ministro [Himmler] temia que a ação tivesse consequências políticas mais desfavoráveis, que fosse considerada como sequestro de crianças e que os jovens não representassem um verdadeiro trunfo para o poderio militar do inimigo... O Ministro gostaria de ver a ação restrita aos jovens de 15 a 17 anos." Entre março e outubro de 1944, no entanto, 28 000 crianças entre 10 e 18 anos foram deportadas da Bielorrússia para trabalhar nas indústrias de arma alemãs.

## Esforços de repatriação pós-guerra
A extensão do programa tornou-se clara para as forças aliadas ao longo dos meses, quando eles encontraram grupos de crianças "germanizadas" e se deram conta de que haviam muito mais na população alemã. A localização dessas crianças revelou suas histórias de instrução forçada na língua alemã e como suas falhas resultaram em morte. Equipes foram constituídas para procurar as crianças, um ponto particularmente importante quando se trata de instituições, onde um único investigador só podia entrevistar algumas crianças antes que todas as demais fossem treinadas para fornecer informações falsas. Muitas crianças tiveram que ser induzidas a falar a verdade; como, por exemplo, elogiar o alemão deles e perguntar há quanto tempo eles o falavam, e somente quando lhes disseram que uma criança de nove anos havia falado alemão por quatro anos, apontando que eles deveriam ter falado antes disso, então a criança poderia ser levada para admitir ter falado polonês. Algumas crianças sofreram traumas emocionais quando foram afastadas de seus pais adotivos alemães, muitas vezes os únicos pais de que se lembravam, e voltaram para seus pais biológicos, quando não se lembraram mais do polonês, apenas alemão. As crianças mais velhas geralmente se lembravam da Polônia; os de apenas dez anos haviam se esquecido de muita coisa, mas muitas vezes podiam ser lembrados por coisas como canções de ninar polonesas; o mais jovem não tinha memórias que pudessem ser lembradas.
As forças aliadas fizeram esforços para repatriá-los. No entanto, muitas crianças, especialmente polonesas e iugoslavas que estavam entre as primeiras levadas, declararam ao serem encontradas que eram alemãs. Enquanto muitos pais adotivos voluntariamente davam à luz filhos bem cuidados, outras crianças foram abusadas ou usadas para o trabalho, e ainda outros fizeram grandes esforços para esconder os filhos.